# Crépuscule. Meules
Crépuscule. Meules (en russe : Сумерки. Стога) est un tableau d'Isaac Levitan (1860-1900) qu'il réalise en 1899 et qui fait partie des collections de la Galerie Tretiakov (inventaire no 5737). Les dimensions de la toile sont de 59,8 × 84,6 cm.

## Histoire et description
Dans la dernière période de sa courte vie (il est mort à 39 ans, en 1900), Levitan se tourne vers des sujets calmes, paisibles. Son moment préféré dans la journée est le crépuscule, la fin de la soirée. Les thèmes de champs et de meules ne sont pas nouveaux et d'autres artistes les ont utilisés. En 1889-1890, Levitan visite la France et c'est l'époque des créations par Claude Monet de ses séries des Meules de foin qui ont peut-être inspiré Levitan dix ans plus tard, à la fin des années 1890. Levitan dans son tableau s'est tourné vers un des motifs préférés de Monet, mais l'a traité à sa manière.
Le tableau Crépuscule. Meules de foin, est une des dernières œuvres de Levitan. Il l'a réalisée en 1899 dans la maison d'Anton Tchekhov à Yalta. Dans son ouvrage sur Levitan, Sofia Prorokova rapporte l'histoire de la composition de cette toile : « Dans le cabinet de travail, il y avait une cheminée. Anton Tchekhov se promenait, les mains derrière le dos, et se plaignait de ce que lui, un homme du Nord, devait vivre loin de la neige, des boulaies et des forêts profondes. Levitan demande à Maria Tchekhova d'apporter son carton, l'attache au mur de la cheminée. La conversation s'adoucit. Levitan avait peint. Quand il s'éloigne du tableau, tous ont vu se lever la lune derrière les meules. Il régnait comme une forte odeur de foin fraîchement coupé dans la pièce. Ce paysage du pays natal, Tchekov l'aura maintenant toujours devant les yeux. Il lui rappellera la nature du Nord et, en même temps, un artiste incomparable, son ami Levitan. Le tableau a plu à Tchekhov. Il écrivit à Olga Knipper : « Levitan est chez nous. Sur ma cheminée, il a installé sa toile d'une nuit de lune au moment de la fenaison. La prairie, les meules, le bois du fond, sur tout cela règne la lune. »
Le tableau est caractérisé par des coloris vert bleuâtre et doux, la composition est statique, la touche est sereine, les petits détails écartés, la forme gardant un aspect général. La gamme froide est riche en nuances gris-bleu et bleu-vert. Levitan ne s'écarte pas d'un plan et réalise une composition bien équilibrée dont le centre est la lune dans le ciel d'où émane une lumière discrète. À grands coups de pinceaux lissés, Levitan parvient à rendre l'atmosphère calme et silencieuse, caractéristique de ce moment de la journée. La douceur, la richesse des nuances de couleur permettent que se diffuse l'état paisible et calme de la nature.

## Critiques
L'historien d'art Alekseï Fiodorov-Davydov écrit :

« Après la pluie. Plios, Mars et Crépuscule. Meules sont des œuvres caractéristiques qui marquent comme des jalons, l'évolution picturale de Levitan. Tout en simplifiant parfois les formes de ses toiles tardives, Levitan reste réaliste jusqu'à la fin de sa vie. Les formes apparemment à peine tracées des arbres, des isbas, des meules restent pourtant bien réelles et vraies. Levitan, comme Valentin Serov, garde toujours un dessin de base précis et un coup de pinceau sûr et bien défini. Il y a simplification, mais celle-ci n'est obtenue que grâce à une connaissance approfondie du sujet de l'image et par un œil infaillible exercé par la discipline du dessin et de la peinture. »

La critique d'art Faïna Maltseva remarque :

« C'est dans une combinaison lyrique et épique que vient s'insérer le charme unique et la tendresse touchante du paysage de Crépuscule. Meules. La force de l'effet de ce tableau semble inépuisable parce qu'elle peut évoquer un large éventail d'associations et, en même temps, transmettre au spectateur les sentiments lyriques éprouvés par le peintre paysagiste face à la nature. »